# Elbès (rivière)
L'Elbès est une rivière du département Gard en région Occitanie et un affluent droit du Rieutord, donc un sous-affluent de l'Hérault.

## Géographie
L'Elbès ne traverse qu'une commune : Saint-Martial, avant de ce jeter dans le Rieutord, en rive droite, en aval de cette dernière. Cette rivière mesure 6 kilomètres de long.

### Canton traversé
Le Recodier est donc entièrement dans le seul canton de Sumène, dans l'arrondissement du Vigan.

### Organisme gestionnaire
L'organisme gestionnaire est l'EPTB SMBFH ou Syndicat mixte du bassin du fleuve Hérault, créé en 2009 et sis à Clermont-l'Hérault.

## Sans affluent
L'Elbès n'a pas d'affluent référencé.
Son rang de Strahler est donc de un.